# Касас-дель-Монте
Касас-дель-Монте (ісп. Casas del Monte) — муніципалітет в Іспанії, у складі автономної спільноти Естремадура, у провінції Касерес. Населення — 808 осіб (2010).
Муніципалітет розташований на відстані близько 190 км на захід від Мадрида, 95 км на північ від Касереса.

## Демографія
Динаміка населення (INE ):